# North Powder
North Powder è una città degli Stati Uniti d'America situata nell'Oregon, nella Contea di Union.